# Sinohydro
Sinohydro wurde 1950 als staatliches Bauunternehmen Chinas für Wasserkraftprojekte gegründet und firmierte unter dem Namen China National Water Resources and Hydropower Engineering Corporation. 2011 wurde Sinohydro zu einer Marke des staatlichen Konzerns Power Construction Corporation of China (PowerChina), der 2018 in der Liste Fortune Global 500 der umsatzstärksten Unternehmen auf Platz 182 gelistet war.
Heute bietet das Unternehmen neben dem Kerngeschäft des Wasser- und Kraftwerksbaus auch den Bau von Straßen, Brücken, Fabriksanlagen, Flughäfen und anderen Gebäuden an. Daneben betreibt es Immobilienentwicklung und -verwaltung und finanziert Infrastrukturprojekte.
Sinohydro arbeitet an Projekten in 80 verschiedenen Ländern in Asien, Afrika und Amerika (Stand 2019).
Eine kleine Auswahl von Projekten, an denen Sinohydro beteiligt war oder ist:
- Drei-Schluchten-Talsperre, China[6]
- Coca Codo Sinclair, Ecuador[7]
- Bakun-Talsperre, Malaysia[8]
- Merowe-Staudamm, Sudan[9]
- Inga-III-Staudamm, Demokratische Republik Kongo[9]

## Belege
1. ↑  Yang Wanli: Sinohydro: top hydropower engineering firm. In: chinadaily.com.cn. 20. Oktober 2009, abgerufen am 2. März 2019 (englisch).
2. ↑  Corporate Profile. In: powerchina.cn. 26. Februar 2016, archiviert vom Original (nicht mehr online verfügbar) am 30. November 2016; abgerufen am 2. März 2019 (englisch).  Info: Der Archivlink wurde automatisch eingesetzt und noch nicht geprüft. Bitte prüfe Original- und Archivlink gemäß Anleitung und entferne dann diesen Hinweis.
3. ↑  182: Powerchina. In: fortune.com. 2019, abgerufen am 2. März 2019 (englisch).
4. ↑  Company Overview of Sinohydro Corporation. In: bloomberg.com. S&P Global Market Intelligence, 2. März 2019, abgerufen am 2. März 2019 (englisch).
5. ↑  Company - Message from the Chairman. In: sinohydro.com. Archiviert vom Original (nicht mehr online verfügbar) am 15. Februar 2019; abgerufen am 2. März 2019 (englisch).
6. ↑  Business Portfolio. In: sinohydro.com. Archiviert vom Original (nicht mehr online verfügbar) am 16. Februar 2019; abgerufen am 2. März 2019 (englisch).
7. ↑  Unfall auf Kraftwerksbaustelle in Ecuador – 13 Tote. In: orf.at. 14. Dezember 2014, abgerufen am 2. März 2019.
8. ↑  Fam, Shun Deng: China Came, China Built, China Left? The Sarawakian Experience with Chinese Dam Building. In: Journal of Current Chinese Affairs. Nr. 46/3, 2017, S. 119–158, urn:nbn:de:gbv:18-4-11102 (englisch).
9. 1 2  Sinohydro Corporation. In: internationalrivers.org. Abgerufen am 2. März 2019 (englisch).